# レクソヴィサウルス
レクソヴィサウルス (学名 Lexovisaurus) は、中生代ジュラ紀中期から後期にかけて、現在のヨーロッパに当たる地域に生息していた剣竜下目の草食恐竜である。化石は、フランスとイギリスで発見されている。

## 概要
レクソヴィサウルスは、全長5メートル程度の中型の剣竜である。ステゴサウルスのように骨板が背部に並び尾部にのみ棘があるというスタイルではなく、肩部から棘が並んでいることが大きな特徴である。ケントロサウルスとの類似も指摘されているが、ケントロサウルスより棘の間隔が狭いとされる。この棘は、専ら防御に用いられたと解釈されている。
レクソヴィサウルス・ドゥロブリヴェンシスに関する論文がまとめられたのは1957年であった。これ以前はいくつもの学名が使用されており、分類は混乱していた。この論文でレクソヴィサウルス・ドゥロブリヴェンシスにまとめられた化石の中でもっとも古く70年前に発見されていたものは、当時オモサウルス( Omosaurus )という属名で報告されていた。このオモサウルスという学名は他にダケントルルスにも使用されていた。このダケントルルスもレクソヴィサウルスと混同されることが少なくなく、レクソヴィサウルス・ドゥロブリヴェンシス( Lexovisaurus durobrivensis )はダケントルルス・ドゥロブリヴェンシス、レクソヴィサウルス・ヴェトゥストゥス( Lexovisaurus Vetustus )はダケントルルス・ヴェトゥストゥスと報告されていたことがあった。